# Josef Šroubek
Josef Šroubek, češki hokejist, * 2. december 1891, Praga, † 29. avgust 1964, Praga.
Šroubek je bil hokejist klubov ČSS Praga in Slavija Praga, za češko (bohemsko) reprezentanco je nastopil na dveh evropskih prvenstvih, na katerih je dosegel po eno zlato in srebrno medaljo, za češkoslovaško reprezentanco pa na treh olimpijskih igrah, kjer je bil dobitnik ene bronaste medalje, in sedmih evropskih prvenstvih, kjer je bil dobitnik po treh zlatih in srebrnih medalj. Za češkoslovaško reprezentanco je nastopil na štiridesetih tekmah, na katerih je dosegel osemnajst golov.